# Das Chaos – Gar nicht allein zu Haus!
Das Chaos – Gar nicht allein zu Haus! (Originaltitel: The All Together) ist eine britische Filmkomödie aus dem Jahr 2007.

## Handlung
Während sich der Sendeleiter Chris mit einem genervten Comedy-Moderatoren beim Außendreh herumplagen muss, soll sein freakiger Mitbewohner die Makler zur Hausbesichtigung hereinlassen. Während der Begutachtungen platzen zwei Gangster herein, die die Toilette für den erkrankten Boss in Beschlag nehmen. Die Makler und auch alle folgenden Gutachter sowie zwei Zeugen Jehovas werden als Geiseln gefesselt. Aus Wut erschießt der Boss einen Gangster. Auch die später auftauchende Filmcrew und ein Clown-Darsteller werden als Geiseln genommen. In einem unachtsamen Moment kann Mitbewohner Bob den Gangsterboss überwältigen.
Drei Monate später findet die gutbesuchte Ausstellung von Bobs Tierpräparat-Kunstwerken statt. Ein Objekt will er nicht zeigen: Den ausgestopften, mit einem Bären kopulierenden Gangsterboss.

## Kritik
Das Lexikon des internationalen Films meint: „Mitreißend komische, von präzisem Understatement getragene Grotesk-Komödie.“
Mehr als 800 User der Filmdatenbank Internet Movie Database bewerteten den Film als mittelmäßig mit durchschnittlich 5 von 10 Punkten.